# Lorraine O’Grady
Lorraine O’Grady   (Boston, 21 de setembre de 1934 - Nova York, 13 de desembre de 2024)  va ser una artista estatunidenca.

## Biografia
O'Grady trencà amb els rols exigits a la dona pels estereotips socials i investigà la diversitat d'identitats femenines. Com a Mlle Bourgeoise Noire (1980-1983), assumí el paper d'una imaginària reina de la bellesa del Carib que ha guanyat un concurs a Caiena, a la Guaiana Francesa. La performance es representa a la Just Above Midtown Gallery, la primera galeria de l'avantguarda afroamericana a Manhattan. O'Grady portà un vestit que havia fet ella mateixa amb 360 guants blancs i dugué una diadema al cap. L'encantadora Mlle Bourgeoise Noire ofereix al públic crisantems blancs, que simbolitzen la integritat. Després d'haver repartit totes les flors, es treu una petita capa que du a sobre i l'esquena li queda destapada. Es posa llavors uns guants blancs i comença a moure’s endavant i enrere, com una lleona engabiada, i després es fueteja amb més i més ràbia davant la mirada atònita del públic. Durant l'escena, recita cridant un poema de protesta contra la submissió de les artistes negres als dictats d'una escena artística dominada pels blancs: «L'art negre ha d'assumir més riscos», diu entre moltes altres frases.